# فرانسيس نيل
فرانسيس نيل (بالإنجليزية: Francis Neale)‏ (و. 1756 – 1837 م) هو كاهن كاثوليكي، ومدير أكاديمي، ومبشر من الولايات المتحدة، ومملكة بريطانيا العظمى، ولد في Chandler's Hope ‏، توفي في St. Thomas Manor ‏، عن عمر يناهز 81 عاماً.

## مناصب
تولى منصب
- قس، St. Ignatius Church  [لغات أخرى]‏ 1819–1837
- President of Georgetown University ‏ 1 نوفمبر 1809–أغسطس 1812
- President of Georgetown University ‏ ديسمبر 1808–مارس 1809
- قس، Holy Trinity Catholic Church (Washington, D.C.) [الإنجليزية]‏ 1790–1817

.

## التعليم
تعلم في Colleges of St Omer, Bruges and Liège ‏ حتى 3 أبريل 1788
.